# Torbackaviken
Torbackaviken är en vik i Finland. Den ligger i Ingå i landskapet Nyland, i den södra delen av landet, 40 km väster om huvudstaden Helsingfors.
Den inre delen av Torbackaviken heter Kallerfjärden och den yttre heter Degeröfjärden. Ön Bjärsholm utgör gränsen mellan den inre och yttre delen.